# El Sueño de Morfeo
El Sueño de Morfeo, parfois abrégé ESDM, est un groupe de pop rock espagnol, originaire des Asturies. Durant son existence, il est composé par Raquel del Rosario (voix), Juan Luis Suárez (guitare) et David Feito (guitare). Juan et David commencent par jouer dans différents groupes dans les Asturies jusqu'à être rejoint par Raquel et sa voix exotique venue des îles Canaries.
Le groupe s'est formé en 2002 à l'origine avec Raquel et David très vite rejoint par Juan, et sont révélés par l'émission de télévision La Famille Serrano (Los Serrano en V.O.) et par la reprise en version celte de la chanson 1+1 son 7 de Fran Perea. En mars 2005 sort leur premier album intitulé comme le groupe El Sueño de Morfeo écoulé à environ 150 000 unités.
Ils interprètent en 2010 le nouveau générique dès le premier épisode de la saison 5 de Physique ou Chimie et font une petite apparition dans ce même épisode en interprétant leur chanson Gente. Le groupe représente l'Espagne au Concours Eurovision de la chanson 2013. La même année, le groupe se sépare.

## Biographie

### Débuts (2002–2003)
Le groupe est formé en 2002 sous le nom de Xemá, avec une influence évidente de la musique traditionnelle asturienne. Son premier album sort cette année, intitulé Del interior, n'atteint pas trop de succès. Le premier single de l'album s'intitule Busco un sueño.
Leur deuxième album est enregistré pendant que David et Raquel donnaient des cours de musique au Colegio Internacional Meres (école internationale Meres) de Siero, avec d’autres professeurs comme le claviériste Andrés Alonso, et le bassiste et guitariste vainqueur du prix AMAS, Antón Fernández. Leur premier concert se passe dans l'auditorium de la Fundación Masaveu' à Oviedo. Après la sortie de ce premier album, les membres du groupe doivent prendre la décision d'aller de l'avant avec Xema, ou de commencer un nouveau projet, en optant pour la deuxième option et en formant El Sueño de Morfeo (en français « le rêve de Morphée »). 

### El Sueño de Morfeo(2004-2006)

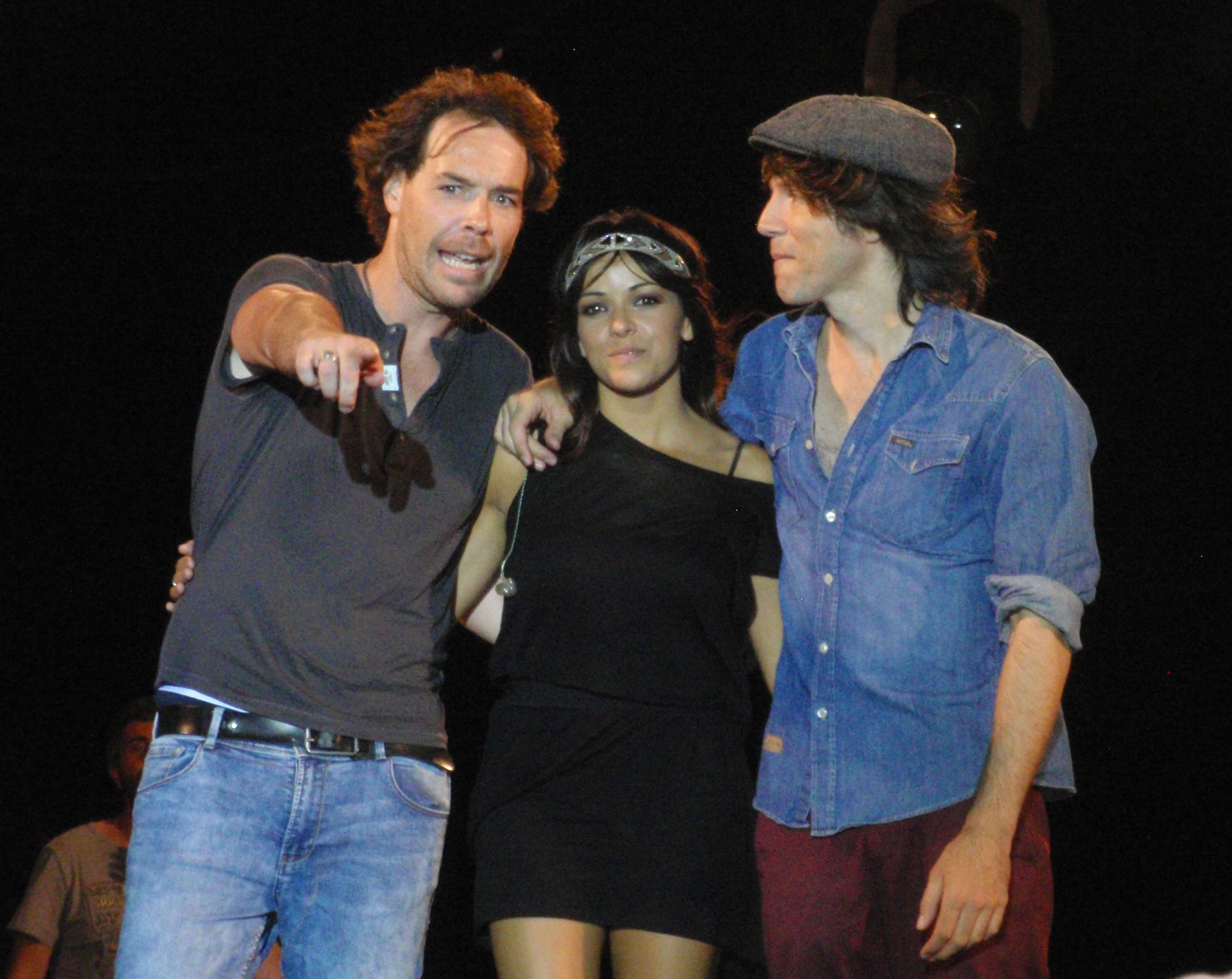
David Feito, Raquel del Rosario et Juan Luis Suárez.

Après l'arrivée de Juan Luis au groupe en 2003, ils décident de choisir un autre nom pour le groupe. Ils pensent à des noms comme Pupitre Azul et La Hija del Caos, mais penchent pour El Sueño de Morfeo. Au cours de l'été 2004, le groupe sort une reprise du morceau 1+1 son 7 de Fran Perea.
Avec seulement une démo, le label Globomedia Música leur propose d'enregistrer un album, produit par Manel Santisteban. Le premier single de ce titre, intitulé Nunc volverá, sort en format CD single en janvier 2005, et devient le troisième single le plus vendu de 2005. En mars la même année, le groupe publie son premier album, homonyme, qui deviendra certifié disque de platine. Le succès du groupe grandit avec d'autres singles, comme Ojos de cielo, Okupa de tu corazón et Esta soy yo.
Ils visitent l'Espagne, avec plus d'une centaine de concerts et une tournée promotionnelle en Amérique latine. La même année, avec d'autres artistes, ils rendent hommage au groupe Duncan Dhu, reprenant des chansons telles que Cien Gaviotas et Una calle de París.
En 2006, ils enregistrent une version folk de la chanson I Will Survive de Gloria Gaynor pour une annonce Cruzcampo. En outre, Raquel del Rosario joue un duo avec Diego Martín, intitulé Déjame verte, qui deviendra l'une des chansons les plus populaires de 2006, année durant laquelle le groupe enregistre également la bande son du film d'animation Cars (intitulée Reencontrar) pour Disney.

### Nos vemos en el camino(2007-2008)
Le 7 mars 2007, de nouveau pour la série La Famille Serrano, ils avancent une des chansons de l'album, intitulée Un túnel entre tú y yo, dans une vidéo-hommage à Belén Rueda en raison de son départ de la série.
Le premier single, intitulé Para toda la vida, devient l’une des chansons les plus parlées du groupe et diffusée sur la radio espagnole le 10 mars 2007. Le même jour, ils annoncent que l’album sera intitulé Nos vemos en el camino. Il est publié le 17 avril, et est rapidement certifié disque d'or, et encore plus tard disque de platine.
La chanson Demasiado tarde est choisie et publié en tant que deuxième single de l'album et est suivi, avec l’aide de Nek, par le troisième single Chocar. Par la suite, l'album est réédité accompagné d'un DVD et des morceaux inédits tels que Planeta Particular et des collaborations avec Nek. Pour promouvoir ce deuxième album, le groupe effectue quelques tournées en Espagne en 2007 et, plus tard, une mini-tournée en avril, mai et juin 2008.
En 2008, le groupe enregistre le morceau We've Got the Whole World in our Hands pour faire la publicité des banques ING Direct. Disney choisit de nouveau El Sueño de Morfeo, cette fois pour la bande son du film La Petite Sirène, intitulée Parte de él.

### Cosas que nos hacen sentir bien(2009-2010)

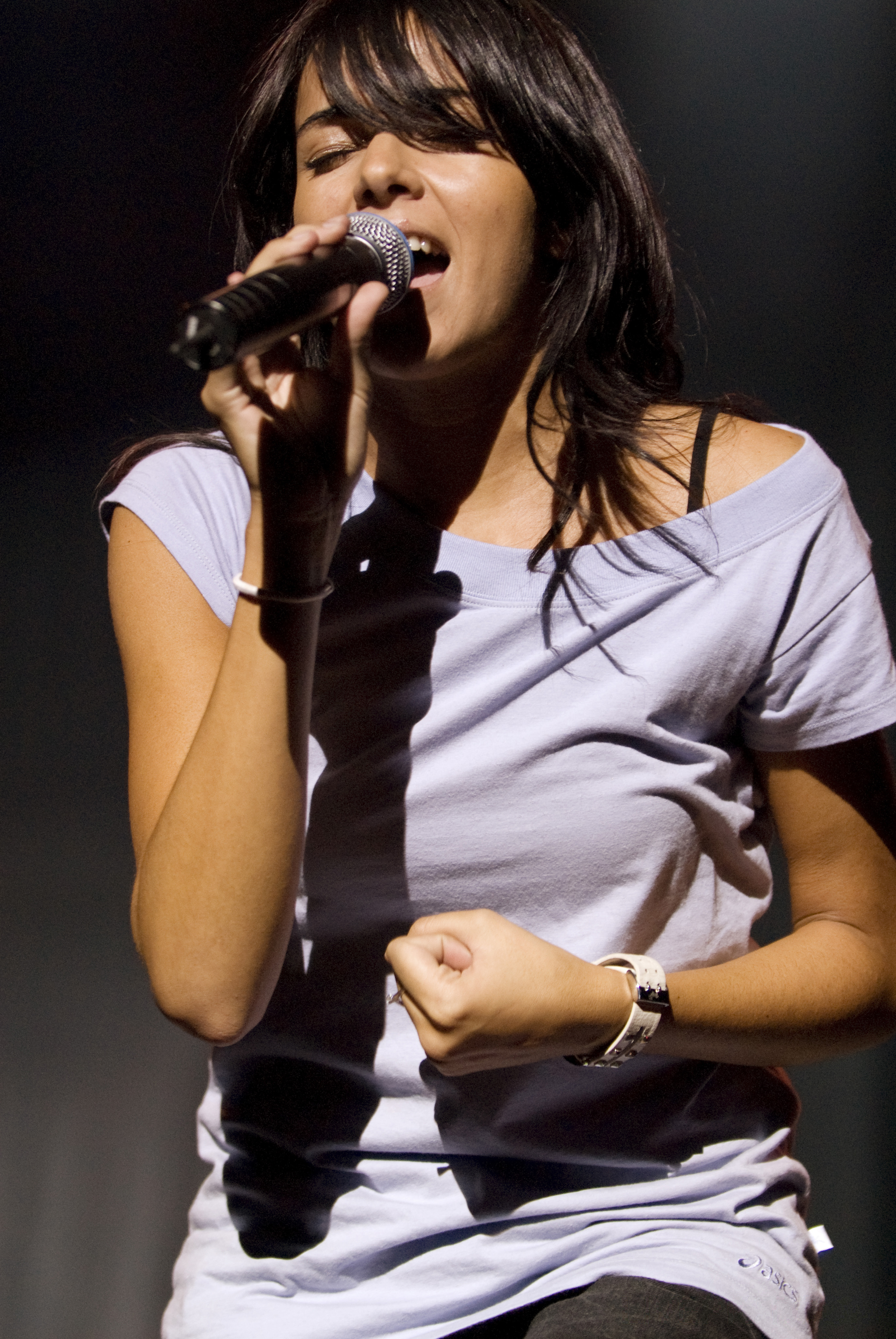
Raquel en concert de El sueño de Morfeo.

Le 1er mars 2009, le journal La Nueva España annonce que le groupe enregistrait un nouvel album à Los Angeles. Le 13 avril, le premier single sort, sous le titre Si no estás, accompagné du titre de l'album : Cosas que nos hacen sentir bien.
Le 26 mai 2009, l'album, classé troisième des ventes en Espagne, classé premier sur iTunes et certifié disque d'or, est publié,. La chanson Si no estás est également incluse dans l'annonce commémorative du 25e anniversaire de la Seat Ibiza. Le deuxième single du troisième album s'intitule No sé dónde voy, suivi par Gente. Ce dernier morceau est également utilisé pour réaliser la campagne de SEAT intitulée El Tipo del coche de al lado.
Le groupe fait une tournée promotionnelle de Cosas que nos hacen sentir bien en 2009 et 2010. En mars de cette année, le groupe choisit le morceau Ven comme quatrième single de l'album, dont le clip est diffusé le 7 juin. Il est diffusé dans les rues de Madrid. Au cours de l'été 2010, le groupe annonce son association avec Cómplices, enregistrant l'une des chansons les plus connues du groupe, Es por ti, qui figure dans l'album anniversaire intitulé 20 años.
Au début de l'année 2011, ils reviennent sur la scène en collaborant avec La Musicalité sur leur chanson Cuatro elementos, avec laquelle ils réussissent à atteindre la 9e place des chansons les plus téléchargées. En février 2011, Raquel del Rosario participe au célèbre festival de San Remo avec l'artiste italien Luca Barbarossa interprétant les chansons Addio mia bella addio et Fino in fondo.

### Buscamos sonrisas(2011-2013)
Le nouvel album est enregistré à Los Angeles, et est intitulé Buscamos sonrisas. La date officielle de sortie se révèle être le 14 février 2012, comme l'annonce le groupe via son site web officiel. Il est produit par Thom Russo.
Après avoir enregistré l'album, le duo entame une tournée en Espagne dans les théâtres et auditoriums, une série de concerts en format acoustique durant lesquels le groupe joue ses grands succès et les nouvelles chansons de l'album comme Lo Mejor está por llegar, Un día más, et la chanson devenue premier single officiel Depende de ti, qui est officiellement publié le 15 novembre.
Le 17 décembre 2012, dans le programme +Gente, présenté par Anne Igartiburu, El Sueño de Morfeo se révèle officiellement comme représentant de l'Espagne au Concours Eurovision de la chanson 2013, qui se tiendra le 18 mai dans la ville suédoise de Malmö, après plusieurs jours de rumeurs sur les réseaux sociaux et les médias,.

### Todos tenemos un sueño(2013)
Todos tenemos un sueño, publié le 7 mai 2013, est une mini-compilation des chansons les plus significatives du groupe, qui comprend des reprises de Esta soy yo, Nunca volverá, et Si no estás, entre autres, accompagné d'artistes de l'envergure de Laura Pausini, Nek, Georgina, et Pastora Soler. En outre, l'album comprend également la chanson avec laquelle ils ont défendu l'Espagne à Malmö au concours Eurovision de la chanson 2013, Contigo hasta el final, et sa version en anglais.
Après l'Eurovision, le groupe décide de faire une pause. Dès 2014, ils annoncent leur reprise des activités en janvier pour enregistrer leur prochain album ; mais ils décident finalement de se séparer et de prendre des chemins différents.

## Discographie

### Albums studio
- 2002 : Del interior
- 2005 : El Sueño de Morfeo
- 2007 : Nos vemos en el camino
- 2009 : Cosas que nos hacen sentir bien
- 2012 : Buscamos sonrisas
- 2013 : Todos tenemos un sueño

### Singles
- 2005 : Nunca volverá
- 2005 : Ojos de cielo
- 2005 : Okupa de tu corazón
- 2006 : Ésta soy yo
- 2007 : Para toda la vida
- 2007 : Demasiado tarde
- 2008 : Para ti sería (con Nek)
- 2008 : Chocar (con Nek)
- 2009 : Si no estás
- 2009 : No sé donde voy
- 2010 : Gente
- 2010 : Ven
- 2011 : Depende de ti
- 2012 : Lo mejor está por llegar
- 2013 : Contigo hasta el final (With You Until the End)